# Bartłomiej Gładkowicz
Bartlomiej Gładkowicz (ur. 19 czerwca 1996 w Bydgoszczy) – polski zawodnik MMA. Mistrz GSW w wadze półśredniej z 2019 roku. Wielokrotny medalista zawodów ALMMA oraz na różnych imprezach w brazylijskim jiu-jitsu. Uczestnik programu typu reality show - Tylko Jeden. Walczył dla KSW oraz Babilon MMA.

## Życiorys
Ze sportami walki związany od ósmego roku życia, choć w życiu miał także epizody w orkiestrze dętej czy bractwie rycerskim. Reprezentant klubu Octopus Łódź, dawniej reprezentował bydgoskie Fighting Division/XYZ oraz Fight Academy.
Jego hobby to gry komputerowe. Prowadzi on prężnie rozwijający się kanał na Twitchu ze stale wzrastająca liczbą obserwujących.

## Kariera MMA

### Wczesna kariera
Karierę zawodniczą rozpoczął w 2017 roku. Jego pierwsza walka odbyła się na gali Envio Fight Night 17, zmierzył się w niej z Krzysztofem Jankowiakiem. Walkę wygrał poprzez TKO w pierwszej rundzie. Tego samego roku w październiku „Clark Kent” podjął się kolejnego sportowego wyzwania. Zawalczył na gali SlugFest 12 z Michałem Dąbrowskim. Walka zakończyła się na korzyść Gładkowicza już w pierwszej rudzie po TKO.
W 2018 roku odniósł dwa zwycięstwa. Kolejno z Krzysztofem Florczakiem (przez poddanie) i Danielem Lewandowskim (przez decyzje). Swoją piątą walkę stoczył 6 sierpnia 2019 roku z Damianem Domachowskim na gali Envio Fight Night '19. Walkę wygrał poprzez duszenie zza pleców już w pierwszej rundzie. Tego samego roku na gali Gali Sportów Walki 17, która odbyła się 14 grudnia odebrał Sebastianowi Jarocińskiemu pas mistrzowski GSW w wadze półśredniej.

### Tylko Jeden
Wiosną 2020 roku miał wziąć udział w sportowym reality show Polsatu pt. „Tylko jeden”, którego główną nagrodą był wart 200 tysięcy złotych kontrakt z KSW. W pierwszej walce, w ćwierćfinałach miał zmierzyć się z Piotrem Walawskim. Do pojedynku nie doszło ze względu na niewykonanie limitu 81,5 kilograma przez Gładkowicza, który wniósł na wagę 82,7 kg.

### Babilon MMA
W 2020 roku podpisał kontrakt z organizacją Babilon MMA. Pierwszą walkę dla tej organizacji stoczył 28 sierpnia tego samego roku. Jego rywalem był Robert Maciejowski. Walkę niespodziewanie przegrał przez TKO.
W 2021 roku odniósł kolejne dwa zwycięstwa. Pierwszą walkę stoczył z Piotrem Drozdowskim 30 kwietnia. Pojedynek skończył się w pierwszej rundzie poprzez skrętówkę. 12 listopada zawalczył z Filipem Tomczakiem. Pojedynek wygrał przez nokaut już w pierwszej rundzie.

### Walka w Słowacji i debiut w KSW
12 maja 2022 zawalczył po raz pierwszy poza granicą Polski. Podczas gali Real Fight Arena: Warmup w Bratysławie, skrzyżował rękawice z Czechem znanym z występów dla federacji Oktagon MMA, Davidem Hošekiem. Walkę przegrał po niejednogłośnej, bliskiej decyzji ocenianej przez sędziów punktowych w trzech odsłonach.
23 lipca 2022 zadebiutował dla najlepszej polskiej federacji – Konfrontacji Sztuk Walki, zastępując kontuzjowanego Łotysza – Hasana Mieżyjewa, w starciu z niepokonanym Francuzem, Oumarem Sy podczas gali KSW 72 w Kielcach. Walkę zdominował w parterowej rozgrywce, w każdej z trzech rund cięższy zawodnik z Francji, zwyciężając werdyktem jednogłośnym (30-27, 30-26, 30-25). To starcie odbyło się w wadze półciężkiej.

### Powrót do EFN, ostatnia walka w KSW i powrót do Babilon MMA
24 września 2022 podczas drugiej głównej walki wieczoru gali Envio Fight Night '22, która odbyła się w Bydgoszczy, podjął w konfrontacji Kornela Zapadkę, zawodnika bazującego na stylu brazylijskiego jiu-jitsu. W pierwszej rundzie wybronił próbę obalenia i zwyciężył przez techniczny nokaut, ubijając rywala w parterze.
17 marca 2023 na gali KSW 80: Eskiev vs. Ruchała w Lubinie zmierzył się z Damianem Piwowarczykiem. Przegrał przez techniczny nokaut w pierwszej rundzie.
22 września 2023 podczas gali Babilon MMA 38: Łopaczyk vs. Jakimowicz w Chełmie rękawice skrzyżował z Piotrem Walawskim, z którym był już wcześniej przymierzany do pojedynku w programie Tylko Jeden. Po trzyrundowej batalii zwyciężył decyzją jednogłośną (29-28, 30-27, 30-27).
W walce wieczoru gali Babilon MMA 42: Gładkowicz vs. Zając, która odbyła się 27 stycznia 2024 zmierzył się z Sergiuszem Zającem. Gładkowicz po pierwszej, wygranej rundzie przegrał następne dwie odsłony, tym samym ulegając Zającowi jednogłośnie na kartach punktowych. Starcie było oficjalnym eliminatorem do przyszłej walki o mistrzowski tytuł.

### RFA
14 marca 2025 podczas wydarzenia RFA 20 w Bratysławie, zawalczył ze Słowakiem, Lajosem Pappem. Gładkowicz zwyciężył jednogłośnie na kartach punktowych.

## Osiągnięcia

### Brazylijskie jiu-jitsu
- 2017: VII Mistrzostwa Polski NO-GI – 1. miejsce, kat. -91,5 kg, białe pasy adult[33]
- Vice Mistrz Europy BJJ NO-GI w kat. -91 kg, niebieskie pasy[2]
- I Polish Open BJJ Championships – 2. miejsce, kat. -94 kg, niebieskie pasy[2]
- Brązowy pas[34]

### Mieszane sztuki walki
- 2019: Mistrz GSW w wadze półśredniej (77 kg)

## Lista walk w MMA

### Zawodowe
| Wynik     | Bilans | Przeciwnik (bilans przed walką) | Rozstrzygnięcie                              | Runda | Czas | Rozgrywki                                                            | Data       | Miejsce           | Uwagi                                                                              |
| --------- | ------ | ------------------------------- | -------------------------------------------- | ----- | ---- | -------------------------------------------------------------------- | ---------- | ----------------- | ---------------------------------------------------------------------------------- |
| Wygrana   | 11-5   | Lajos Papp (5-1)                | Decyzja (jednogłośna)                        | 3     | 5:00 | RFA 20: Sivák vs. Záděra                                             | 14.03.2025 | Bratysława        |                                                                                    |
| Przegrana | 10-5   | Sergiusz Zając (4-1)            | Decyzja (jednogłośna)                        | 3     | 5:00 | Babilon MMA 42: Gładkowicz vs. Zając                                 | 27.01.2024 | Żyrardów          | Eliminator do walki o pas mistrzowski Babilon MMA w wadze półciężkiej. Main Event. |
| Wygrana   | 10-4   | Piotr Walawski (11-9-1)         | Decyzja (jednogłośna)                        | 3     | 5:00 | Babilon MMA 38: Łopaczyk vs. Jakimowicz                              | 22.09.2023 | Chełm             | Co-Main Event.                                                                     |
| Przegrana | 9-4    | Damian Piwowarczyk (5-2)        | TKO (kolana i ciosy pięściami)               | 1     | 2:39 | KSW 80: Eskiev vs. Ruchała                                           | 17.03.2023 | Lubin             |                                                                                    |
| Wygrana   | 9-3    | Kornel Zapadka (9-6)            | TKO (ciosy pięściami w parterze)             | 1     | 0:47 | Envio Fight Night '22                                                | 24.09.2022 | Bydgoszcz         | Walka w umownym limicie 95 kg. Co-Main Event.                                      |
| Przegrana | 8-3    | Oumar Sy (6-0)                  | Decyzja (jednogłośna)                        | 3     | 5:00 | KSW 72: Romanowski vs. Grzebyk                                       | 23.07.2022 | Kielce            | Debiut i przejście do wagi półciężkiej.                                            |
| Przegrana | 8-2    | David Hošek (6-2-1)             | Decyzja (niejednogłośna)                     | 3     | 5:00 | Real Fight Arena: Warmup                                             | 12.03.2022 | Bratysława        |                                                                                    |
| Wygrana   | 8-1    | Filip Tomczak (7-3-1)           | KO (prawy sierpowy i ciosy w parterze)       | 1     | 2:23 | Babilon MMA 26: Wawrzyniak vs. Łopaczyk                              | 12.11.2021 | Ożarów Mazowiecki |                                                                                    |
| Wygrana   | 7-1    | Piotr Drozdowski (3-3)          | Poddanie (dźwignia skrętowa na staw skokowy) | 1     | 2:31 | Babilon MMA 21: Pawlak vs. Guzev                                     | 30.04.2021 | Warszawa          |                                                                                    |
| Przegrana | 6-1    | Robert Maciejowski (4-3-1)      | TKO (ciosy pięściami)                        | 1     | 4:34 | Babilon MMA 15: Skibiński vs. Medvedovski                            | 28.08.2020 | Rawa Mazowiecka   | Powrót do wagi średniej.                                                           |
| Wygrana   | 6-0    | Sebastian Jaroński (5-1)        | Decyzja (jednogłośna)                        | 3     | 5:00 | Gala Sportów Walki 17: Mecz Bokserski SWG vs. Reprezentacja Warszawy | 14.12.2019 | Gostyń            | Zdobył pas mistrzowski GSW w wadze półśredniej.                                    |
| Wygrana   | 5-0    | Damian Domachowski (5-5)        | Poddanie (duszenie zza pleców)               | 1     | 2:37 | Envio Fight Night '20                                                | 08.06.2019 | Bydgoszcz         |                                                                                    |
| Wygrana   | 4-0    | Daniel Lewandowski (1-2-1)      | Decyzja (jednogłośna)                        | 3     | 5:00 | Envio Fight Night '19                                                | 22.09.2018 | Toruń             | Debiut w wadze półśredniej.                                                        |
| Wygrana   | 3-0    | Krzysztof Florczak (0-0)        | Poddanie (duszenie zza pleców)               | 1     | 1:46 | Slugfest 14                                                          | 13.04.2018 | Murowana Goślina  |                                                                                    |
| Wygrana   | 2-0    | Michał Dąbrowski (0-0)          | TKO (ciosy pięściami w parterze)             | 1     | 2:49 | Slugfest 12                                                          | 28.10.2017 | Wągrowiec         |                                                                                    |
| Wygrana   | 1-0    | Krzysztof Jankowiak (0-0)       | TKO (ciosy pięściami)                        | 1     | ?    | Envio Fight Night '17                                                | 22.04.2017 | Bydgoszcz         | Debiut w wadze średniej.                                                           |

### Amatorskie (niepełna)
| Wynik   | Bilans | Przeciwnik                 | Rozstrzygnięcie                | Runda | Czas | Rozgrywki                  | Data       | Miejsce   | Uwagi                    |
| ------- | ------ | -------------------------- | ------------------------------ | ----- | ---- | -------------------------- | ---------- | --------- | ------------------------ |
| Wygrana | ?      | Mateusz Ciechanowski (0-0) | Poddanie (duszenie zza pleców) | 1     | 2:07 | XCage 9: PLMMA 65 / AFC 10 | 09.04.2016 | Bydgoszcz | Debiut w wadze średniej. |